# Gran Premio di Germania 2009
Il Gran Premio di Germania 2009 si è svolto sul circuito del Nürburgring il 12 luglio 2009. Il tracciato torna a rappresentare il Gran Premio di Germania dopo aver ospitato sino al 2007 il Gran Premio d'Europa la cui sede, dal 2008, è il Circuito urbano di Valencia. Il tracciato si alternerà, anno dopo anno, all'Hockenheimring, anche se le difficoltà finanziarie di quest'ultimo fanno temere per il suo mantenimento nel calendario. Inoltre segna l'ultima apparizione in F1 per Sébastien Bourdais che dalla gara successiva fu sostituito dal collaudatore della Toro Rosso Jaime Alguersuari.

## Vigilia

### Guerra Fota-Fia
Il 23 giugno viene annunciata ufficialmente la riconciliazione fra la FIA e la FOTA: la federazione internazionale accetta le richieste dei team. Il regolamento per la stagione 2010 sarà uguale a quello dell'anno in corso, senza alcuna modifica per quanto riguarda il budget dei diversi team, salvo le modifiche che erano già state accettate dalle scuderie prima del 29 aprile. Parteciperanno quindi al campionato i tredici team accettati il 12 giugno, ossia le dieci scuderie esistenti più Team US F1, Campos Grand Prix e Manor Grand Prix.
L'8 luglio però i team della FOTA non prendono parte a una riunione tecnica con la FIA e gli altri team stante il ribadimento da parte della FIA della necessità dell'unanimità tra tutti gli iscritti al campionato 2010 per la modifica dei regolamenti già approvati e, inoltre, sempre secondo la FIA, i team FOTA non sarebbero ancora stati ufficialmente accettati per il campionato prossimo.
Nel frattempo la N. Technology, una delle candidate a entrare non accettate nel campionato 2010, decide di adire le vie legali presso il Tribunale di prima istanza di Parigi contro la FIA, a causa delle irregolarità che vi sarebbero state nella comunicazione delle procedure da seguire per inviare la richiesta d'iscrizione al campionato.
Il reclamo viene successivamente respinto.

### Aspetti tecnici
La Bridgestone annuncia che nel gran premio verranno utilizzate coperture supermorbide e medie. Il fornitore unico annuncia anche che dal Gran Premio d'Ungheria verrà modificata la regola in merito al tipo di coperture: saranno portate coperture di tipo contiguo.
La Toyota annuncia che il Circuito del Fuji, di sua proprietà, non ospiterà più il Gran Premio del Giappone.

## Prove
Nella prima sessione del venerdì, si è avuta questa situazione:
| Pos | N  | Pilota        | Squadra-Motore | Tempo    | Gap   | Giri |
| --- | -- | ------------- | -------------- | -------- | ----- | ---- |
| 1   | 14 | Mark Webber   | RBR-Renault    | 1:33,082 |       | 19   |
| 2   | 22 | Jenson Button | Brawn-Mercedes | 1:33,463 | 0,381 | 18   |
| 3   | 3  | Felipe Massa  | Ferrari        | 1:33,745 | 0,663 | 21   |

Nella seconda sessione del venerdì, si è avuta questa situazione:
| Pos | N  | Pilota           | Squadra-Motore   | Tempo    | Gap   | Giri |
| --- | -- | ---------------- | ---------------- | -------- | ----- | ---- |
| 1   | 1  | Lewis Hamilton   | McLaren-Mercedes | 1:32,149 |       | 23   |
| 2   | 15 | Sebastian Vettel | RBR-Renault      | 1:32,331 | 0,182 | 31   |
| 3   | 22 | Jenson Button    | Brawn-Mercedes   | 1:32,369 | 0,220 | 32   |

Nella sessione del sabato mattina, si è avuta questa situazione:
| Pos | N | Pilota          | Squadra-Motore   | Tempo    | Gap   | Giri |
| --- | - | --------------- | ---------------- | -------- | ----- | ---- |
| 1   | 1 | Lewis Hamilton  | McLaren-Mercedes | 1:31,121 |       | 16   |
| 2   | 7 | Fernando Alonso | Renault          | 1:31,340 | 0,219 | 18   |
| 3   | 3 | Felipe Massa    | Ferrari          | 1:31,351 | 0,230 | 20   |

## Qualifiche
| Pos | N  | Pilota               | Team                 | Q1       | Q2       | Q3       | Massa |
| --- | -- | -------------------- | -------------------- | -------- | -------- | -------- | ----- |
| 1   | 14 | Mark Webber          | RBR-Renault          | 1:31,257 | 1:38,038 | 1:32,230 | 661   |
| 2   | 23 | Rubens Barrichello   | Brawn-Mercedes       | 1:31,482 | 1:34,455 | 1:32,357 | 647   |
| 3   | 22 | Jenson Button        | Brawn-Mercedes       | 1:31,568 | 1:39,032 | 1:32,473 | 644   |
| 4   | 15 | Sebastian Vettel     | RBR-Renault          | 1:31,430 | 1:39,504 | 1:32,480 | 661   |
| 5   | 1  | Lewis Hamilton       | McLaren-Mercedes     | 1:31,473 | 1:39,149 | 1:32,616 | 654,5 |
| 6   | 2  | Heikki Kovalainen    | McLaren-Mercedes     | 1:31,881 | 1:40,826 | 1:33,859 | 664   |
| 7   | 20 | Adrian Sutil         | Force India-Mercedes | 1:32,015 | 1:36,740 | 1:34,316 | 678,5 |
| 8   | 3  | Felipe Massa         | Ferrari              | 1:31,600 | 1:41,708 | 1:34,574 | 673,5 |
| 9   | 4  | Kimi Räikkönen       | Ferrari              | 1:31,869 | 1:41,730 | 1:34,710 | 674   |
| 10  | 8  | Nelson Piquet Jr.    | Renault              | 1:32,128 | 1:35,737 | 1:34,803 | 676   |
| 11  | 6  | Nick Heidfeld        | BMW Sauber           | 1:31,771 | 1:42,310 |          | 681   |
| 12  | 7  | Fernando Alonso      | Renault              | 1:31,302 | 1:42,318 |          | 668,2 |
| 13  | 17 | Kazuki Nakajima      | Williams-Toyota      | 1:31,884 | 1:42,500 |          | 683,6 |
| 14  | 9  | Jarno Trulli         | Toyota               | 1:31,760 | 1:42,771 |          | 683,7 |
| 15  | 16 | Nico Rosberg         | Williams-Toyota      | 1:31,598 | 1:42,859 |          | 689,6 |
| 16  | 5  | Robert Kubica        | BMW Sauber           | 1:32,190 |          |          | 673.5 |
| 17  | 12 | Sébastien Buemi      | STR-Ferrari          | 1:32,251 |          |          | 674,5 |
| 18  | 21 | Giancarlo Fisichella | Force India-Mercedes | 1:32,402 |          |          | 689.5 |
| 19  | 10 | Timo Glock           | Toyota               | 1:32,423 |          |          | 662.3 |
| 20  | 11 | Sébastien Bourdais   | STR-Ferrari          | 1:33,559 |          |          | 689,5 |

- Timo Glock è stato retrocesso di 3 posizioni per aver ostacolato Fernando Alonso nel Q1.

## Gara
Al momento del via il pericolo dell'arrivo della pioggia sembra scongiurato. La partenza è alquanto movimentata: Mark Webber e Rubens Barrichello si trovano ruota contro ruota alla prima curva, con la vettura dell'australiano che tocca quella del brasiliano, tanto che Webber viene successivamente penalizzato con un drive-through per la manovra. Lewis Hamilton è autore di un'ottima partenza, tanto da trovarsi addirittura in testa alla prima curva; una sua gomma però viene forata da un contatto con la vettura di Webber; per l'inglese è necessario un rientro ai box che ne determina l'impossibilità di competere per i punti.

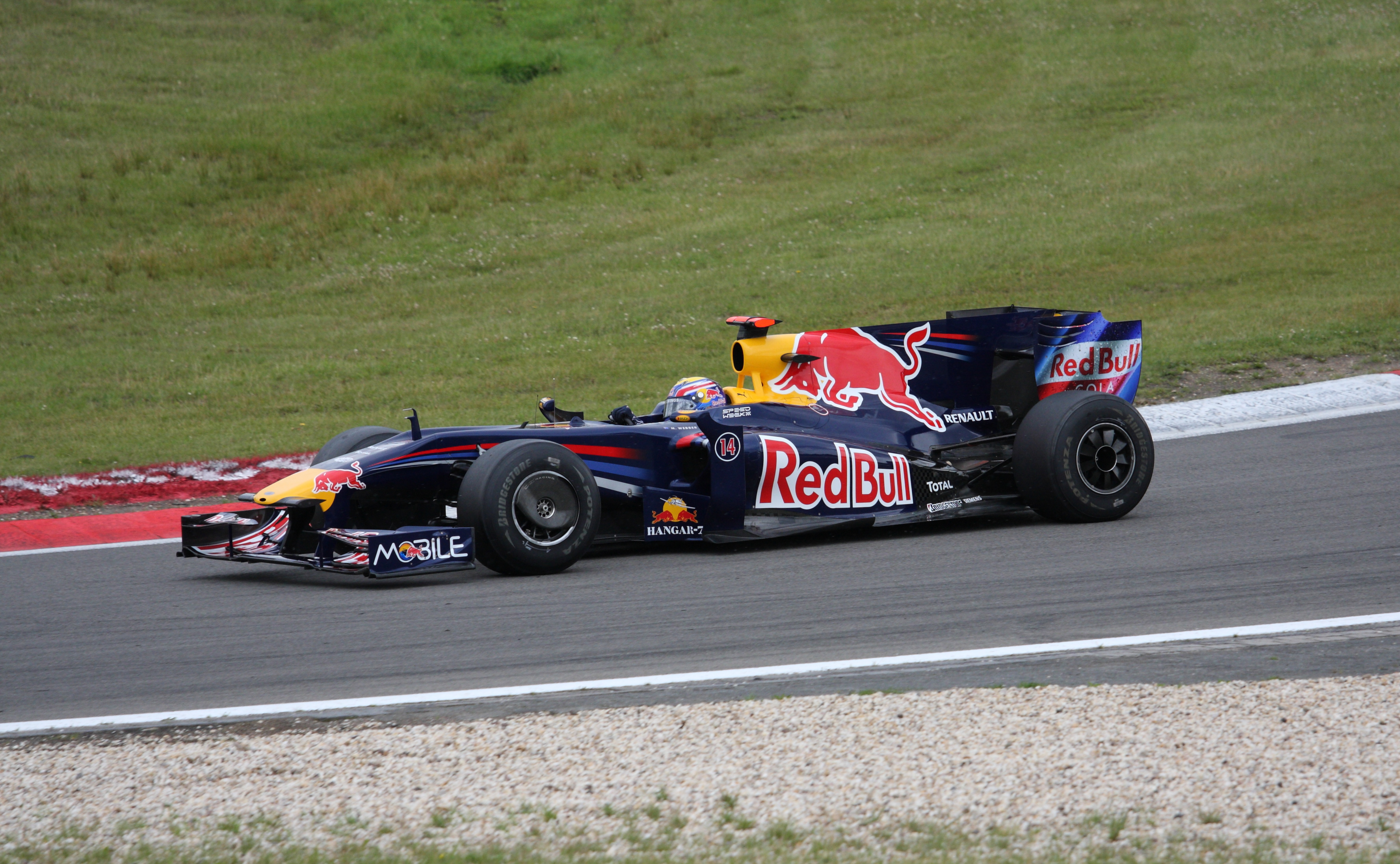
Mark Webber impegnato nel Gran Premio.

Altro contatto al via tra Jarno Trulli e Kazuki Nakajima. Ha la peggio il pilota pescarese che deve cambiare il musetto,  essendo così costretto a correre nelle retrovie per il resto della gara. L’ordine dopo la prima curva è Barrichello, Webber, Kovalainen, Massa, Button, Vettel, Räikkönen, Sutil, Rosberg. Button passa Massa all’inizio del secondo giro ma non riesce a fare altrettanto con Kovalainen, vedendo allontanarsi inesorabilmente la coppia di testa. L’inglese è il primo a fermarsi al giro 13, seguito da Barrichello un giro dopo. Anche Webber rientra ma per il drive-trough, diventando leader davanti a Massa e allo stesso Barrichello.
Al diciottesimo giro l’australiano effettua il suo primo stop, montando gomme dure, come il compagno due giri dopo e a differenza delle due Brawn, che hanno di nuovo le supersoft. Con quest’ultime ormai alla frutta, Massa guida la corsa fino al giro 25, lasciando la leadership a Barrichello, e rientrando in pista dietro a Vettel.
Sébastien Bourdais si è ritira per un problema idraulico dopo 18 giri. Adrian Sutil, autore di una gara strepitosa,  è secondo quando rientra per il primo pit-stop, al giro 27; all'uscita dei box ha un contatto con Räikkönen. Il tedesco è costretto così a una nuova sosta per sostituire il musetto. Anche Räikkönen è poco fortunato, dovendosi ritirare poco dopo per un guasto al motore. Rosberg, rileva la seconda posizione prima del suo stop, addirittura al giro 29. In questa fase, Webber gira velocissimo con le gomme dure e si riporta in scia a Barrichello, quindi virtualmente leader, dovendo il brasiliano fermarsi ancora due volte. Le due Brawn effettuano il loro secondo rifornimento ai giri 31 e 32; Barrichello, perde qualche secondo per un problema alla pompa, rientrando quinto davanti al compagno. 
La seconda tornata di stop non cambia le prime quattro posizioni. Ad una decina di giri dalla fine il terzo stop delle Brawn consente invece a Button di sopravanzare il compagno.
Fernando Alonso è autore di una seconda parte di gara clamorosa in cui è costantemente il pilota più veloce in pista. Ciò lo porta ad ottenere il suo primo giro più veloce dal Gran Premio d'Italia 2007. Il portacolori della Renault insidia negli ultimi giri le Brawn GP di Button e Barrichello, senza tuttavia riuscire a portare attacchi.
Mark Webber, nonostante la penalizzazione, vince la sua prima gara dopo 130 GP corsi in F1, diventando così il primo australiano a conquistare la piazza più alta del podio dai tempi di Alan Jones al Gran Premio di Las Vegas 1981. L'australiano precede il suo compagno di scuderia Sebastian Vettel e il ferrarista Felipe Massa. Il campionato sembra riaperto.
| Pos | N  | Pilota               | Team                 | Giri | Tempo\Ritiro | Griglia | Punti |
| --- | -- | -------------------- | -------------------- | ---- | ------------ | ------- | ----- |
| 1   | 14 | Mark Webber          | RBR-Renault          | 60   | 1:36:43,310  | 1       | 10    |
| 2   | 15 | Sebastian Vettel     | RBR-Renault          | 60   | +9,252       | 4       | 8     |
| 3   | 3  | Felipe Massa         | Ferrari              | 60   | +15,906      | 8       | 6     |
| 4   | 16 | Nico Rosberg         | Williams-Toyota      | 60   | +21,099      | 15      | 5     |
| 5   | 22 | Jenson Button        | Brawn-Mercedes       | 60   | +23,609      | 3       | 4     |
| 6   | 23 | Rubens Barrichello   | Brawn-Mercedes       | 60   | +24,468      | 2       | 3     |
| 7   | 7  | Fernando Alonso      | Renault              | 60   | +24,888      | 12      | 2     |
| 8   | 2  | Heikki Kovalainen    | McLaren-Mercedes     | 60   | +58,692      | 6       | 1     |
| 9   | 10 | Timo Glock           | Toyota               | 60   | +1:01,457    | 20      |       |
| 10  | 6  | Nick Heidfeld        | BMW Sauber           | 60   | +1:01,925    | 11      |       |
| 11  | 21 | Giancarlo Fisichella | Force India-Mercedes | 60   | +1:02,327    | 18      |       |
| 12  | 17 | Kazuki Nakajima      | Williams-Toyota      | 60   | +1:02,876    | 13      |       |
| 13  | 8  | Nelson Piquet Jr.    | Renault              | 60   | +1:08,328    | 10      |       |
| 14  | 5  | Robert Kubica        | BMW Sauber           | 60   | +1:09,555    | 16      |       |
| 15  | 20 | Adrian Sutil         | Force India-Mercedes | 60   | +1:11,941    | 7       |       |
| 16  | 12 | Sébastien Buemi      | STR-Ferrari          | 60   | +1:30,225    | 17      |       |
| 17  | 9  | Jarno Trulli         | Toyota               | 60   | +1:30,970    | 14      |       |
| 18  | 1  | Lewis Hamilton       | McLaren-Mercedes     | 59   | +1 giro      | 5       |       |
| Rit | 4  | Kimi Räikkönen       | Ferrari              | 34   | Motore       | 9       |       |
| Rit | 11 | Sébastien Bourdais   | STR-Ferrari          | 18   | Idraulica    | 19      |       |

## Classifiche Mondiali

### Piloti
| Pos | Pilota             | Punti |
| --- | ------------------ | ----- |
| 1   | Jenson Button      | 68    |
| 2   | Sebastian Vettel   | 47    |
| 3   | Mark Webber        | 45,5  |
| 4   | Rubens Barrichello | 44    |
| 5   | Felipe Massa       | 22    |
| 6   | Jarno Trulli       | 21,5  |
| 7   | Nico Rosberg       | 20,5  |
| 8   | Timo Glock         | 13    |
| 9   | Fernando Alonso    | 13    |
| 10  | Kimi Räikkönen     | 10    |
| 11  | Lewis Hamilton     | 9     |
| 12  | Nick Heidfeld      | 6     |
| 13  | Heikki Kovalainen  | 5     |
| 14  | Sébastien Buemi    | 3     |
| 15  | Robert Kubica      | 2     |
| 16  | Sébastien Bourdais | 2     |

### Costruttori
| Pos | Team             | Punti |
| --- | ---------------- | ----- |
| 1   | Brawn-Mercedes   | 112   |
| 2   | RBR-Renault      | 92,5  |
| 3   | Toyota           | 34,5  |
| 4   | Ferrari          | 32    |
| 5   | Williams-Toyota  | 20,5  |
| 6   | McLaren-Mercedes | 14    |
| 7   | Renault          | 13    |
| 8   | BMW Sauber       | 8     |
| 9   | STR-Ferrari      | 5     |